# Orthodoxe Kirche Bessarabiens

Rumänisch-orthodoxe Eparchien in Rumänien, der Republik Moldau, Ungarn und Serbien

Die Autonome Orthodoxe Kirche Bessarabiens (rumänisch Biserica Ortodoxă Autonomă a Basarabiei) ist die dem Bukarester Patriarchat unterstehende östlich-orthodoxe Kirche in der Republik Moldau. Sie hat ihren Sitz in der St.-Teodora-de-la-Sihla-Kathedrale in Chișinău.

## Geschichte
Bereits vor 1944 waren die orthodoxen Kirchen in Bessarabien dem Bukarester Patriarchen unterstellt. Doch nach der Annexion Bessarabiens durch die Sowjetunion mussten sie Teil des Moskauer Patriarchats werden.
1992 kam es zu Konflikten, als ein großer Teil der orthodoxen Priester in Moldau sich wieder zu der rumänienorientierten Orthodoxen Kirche Bessarabiens bekannte. Die sich an Moskau anlehnende Regierung in Chișinău (Hauptstadt Moldaus) unterstützte das Moskauer Patriarchat. 2001 wurde die moldauische Regierung vom Europäischen Gerichtshof für Menschenrechte wegen Verletzung der Religionsfreiheit verurteilt.
Der Orthodoxen Kirche Bessarabiens gehörten 2004 circa 20 % der orthodoxen Gemeinden der Republik Moldau an.

## Eparchien und Struktur
In Moldau ist die Metropolie Bessarabien (rumänisch Mitropolia Basarabiei) der rumänisch-orthodoxe Kirche in folgenden Eparchien unterteilt:
- Erzdiözese Chișinău (rumänisch Arhiepiscopia Chișinăului), mit Sitz in Chișinău
- Diözese Bălți (rumänisch Episcopia de Bălți), mit Sitz in Bălți
- Diözese Südbessarabien (rumänisch Episcopia Basarabiei de Sud), mit Sitz in Cantemir (Rajon Cantemir)
- Orthodoxe Diözese Dubăsari und ganz Transnistrien (rumänisch Episcopia Ortodoxă a Dubăsarilor și a toată Transnistria), mit Sitz in Dubăsari.

Die Kirche besteht eigenen Angaben nach aus 86 Gemeinden, 9 Klöster, 2 Sozialmissionen mit 73 Unterabteilungen, 2 Seminare und eine Schule für Kirchenkunst.

## Metropoliten
- Nicodim (1918–1920)
- Gurie (1920–1936)
- Nicodim (1936–1937)
- Cosma (Petrovici) (1937–1938)
- Efrem (Enăchescu) (1938–1944)
- Hieronymus (1944–1947)
- Petru (seit 1992)